# 新发乡 (通榆县)
新发乡，是中华人民共和国吉林省白城市通榆县下辖的一个乡镇级行政单位。

## 行政区划
新发乡下辖以下地区：
六合村、红旗村、新发村、联合村、永胜村和德胜村。